# Curemonte
 Curemonte  (en occitano: Curamonta) es una comuna y población de Francia, en la región de Lemosín, departamento de Corrèze, en el distrito de Brive-la-Gaillarde y cantón de Meyssac.
Su población en el censo de 2008 era de 213 habitantes.
Está integrada en la Communauté de communes des Villages du Midi Corrézien.

## Demografía
| 351 | 311 | 248 | 231 | 203 | 223 | 213 |
| Para los censos de 1962 a 1999 la población legal corresponde a la población sin duplicidades (Fuente: INSEE [Consultar]) |     |     |     |     |     |     |